# جون موريسون (لاعب هوكي جليد)
جون موريسون هو لاعب هوكي جليد كندي، ولد في 4 مارس 1895 في سيلكيرك في كندا، وتوفي في 14 مارس 1956.

## وصلات خارجية
- جون موريسون على موقع دوري الهوكي الوطني (الإنجليزية)
- جون موريسون على موقع قاعة مشاهير الهوكي (لاعب أن.إتش.أل) (الإنجليزية)
- جون موريسون على موقع EliteProspects.com (الإنجليزية)
- جون موريسون على موقع HockeyDB.com (الإنجليزية)
- جون موريسون على موقع Hockey-Reference.com (الإنجليزية)